# Планетна стежка

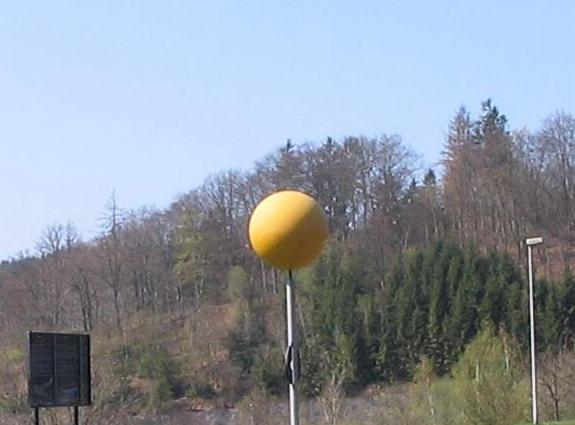
Сонце в Примстальсперре

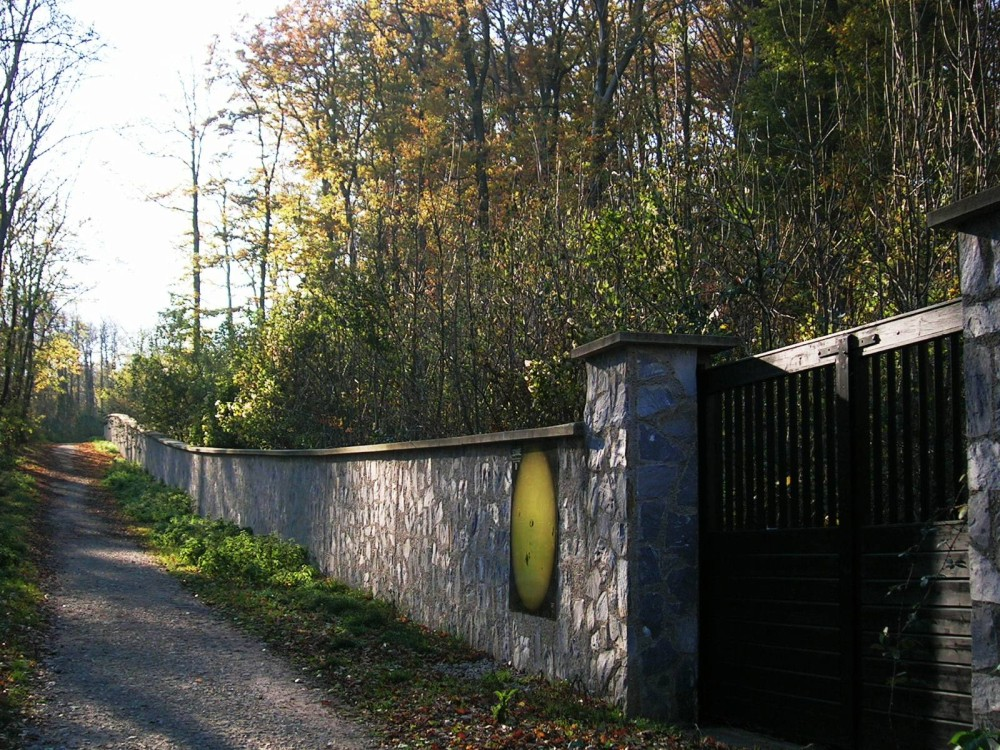
Початок віденської планетної стежки вздовж стіни Лайнцер Тіргартен

Планетна стежка — освітня стежка, уздовж якої встановлена зменшена модель Сонячної системи.
Зазвичай планети та Сонце зображають вздовж стежки у масштабі з точки зору їхнього власного розміру та відстаней між ними. Часто використовують масштаб один до мільярда, в результаті Сонце має діаметр 1,4 м, Земля — 13 мм, Юпітер — 15 см, а найвіддаленіша планета Нептун розташована за 4,5 км від Сонця. Якщо там ще є карликова планета Плутон, яка до 2006 року вважалася планетою, то планетна стежка простягається майже на 6 км. Найближча зоря в такому масштабі перебувала б на відстані понад 40 000 км, що відповідає окружності Землі.
Вздовж стежки часто встановлюють інформаційні щити про Сонце та планети з даними про їхні розмір, природу та орбіту. Самі планети представлені різними способами: у вигляді сфер з металу, каменю, дерева чи скла, у вигляді дисків, западин чи рельєфів, або у вигляді фотографій на дошках, доповнених маленьким колом у правильному масштабі.

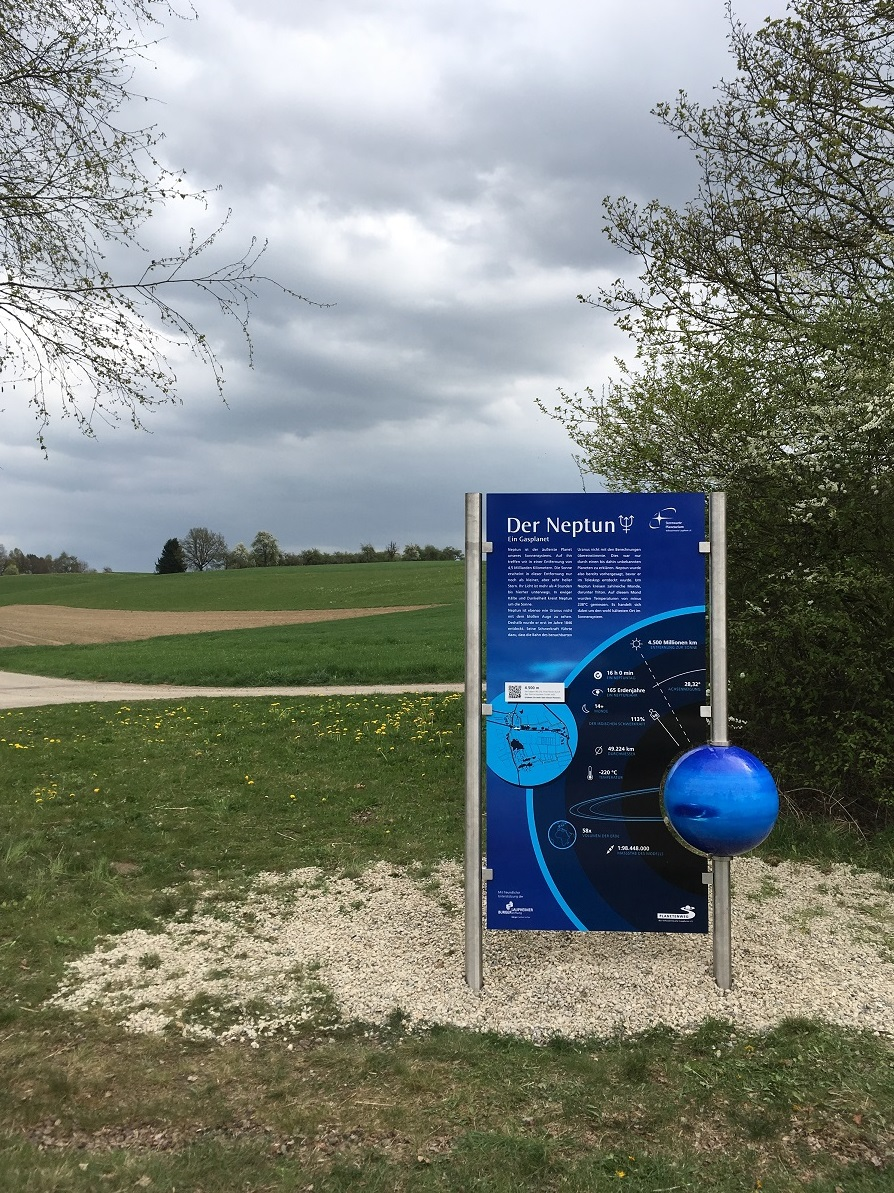
Нептун на планетарній стежці у Лаупгаймі

Планети ділять увесь маршрут на ділянки й дають уявлення про масштаби Сонячної системи. Стоячи біля моделі Землі, можна бачити модель Сонця під тим самим кутом, під яким Сонце видно на небі. Натомість розміри моделей інших планет з такої позиції не вдасться розрізнити оком, так само, як і на земному небі ми не здатні побачити розміри планет. Зі збільшенням відстані до Сонця збільшується відстань між планетами, тому час ходи між сусідніми планетами теж значно збільшиться.

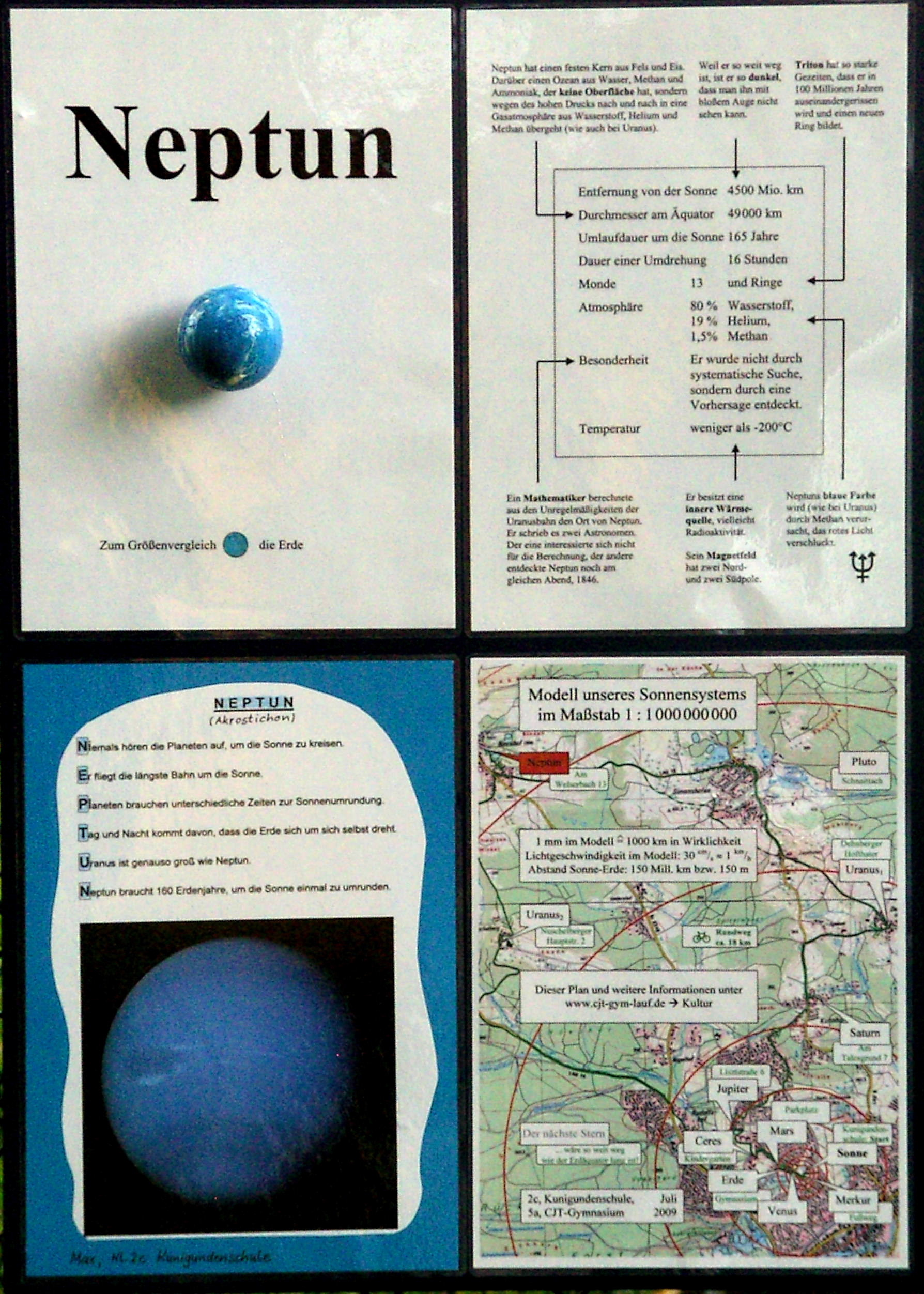
Планетна стежка в Лауфі з інформацією
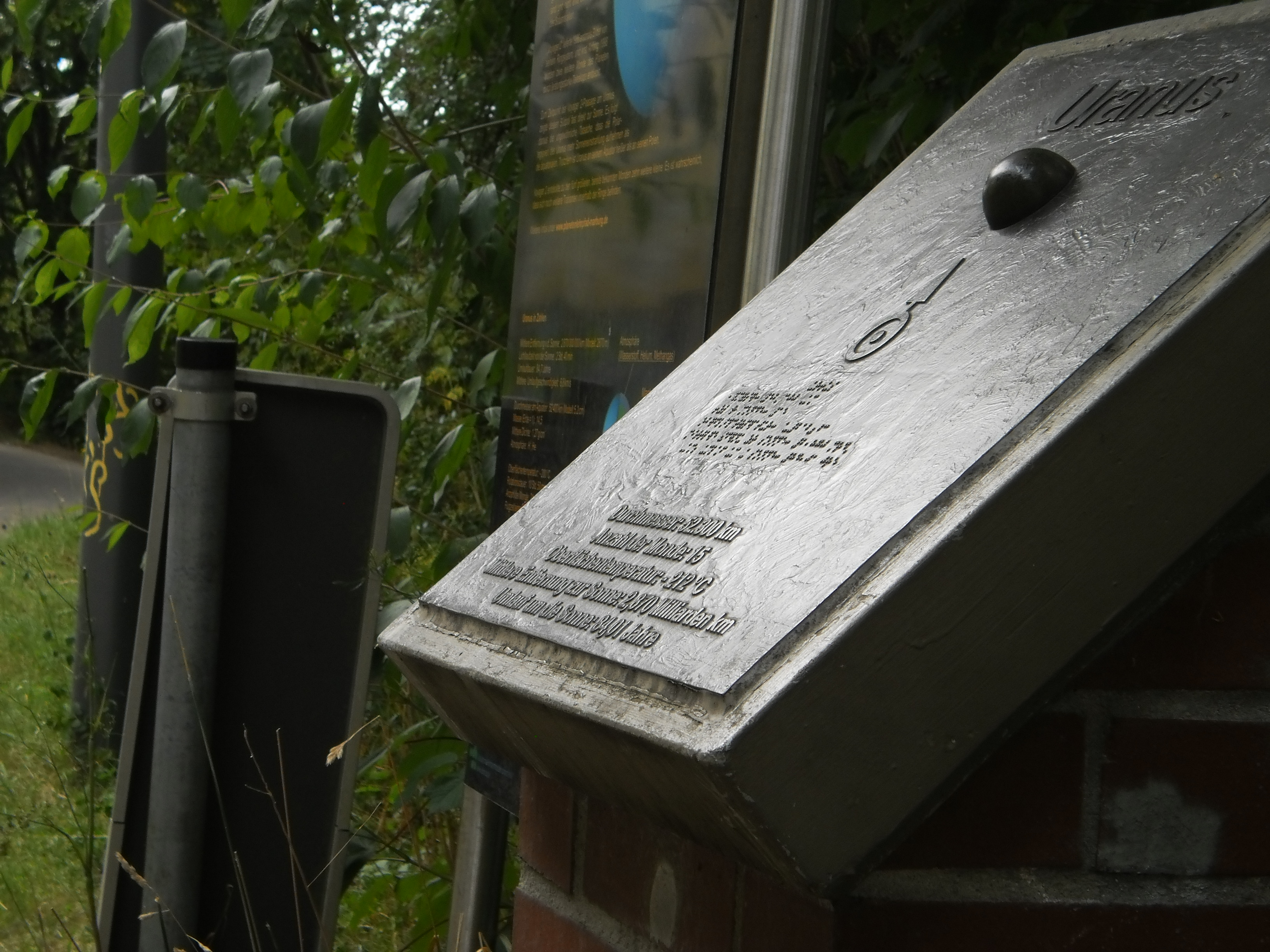
Опуклий Уран у Марбурзі з написом шрифтом Брайля
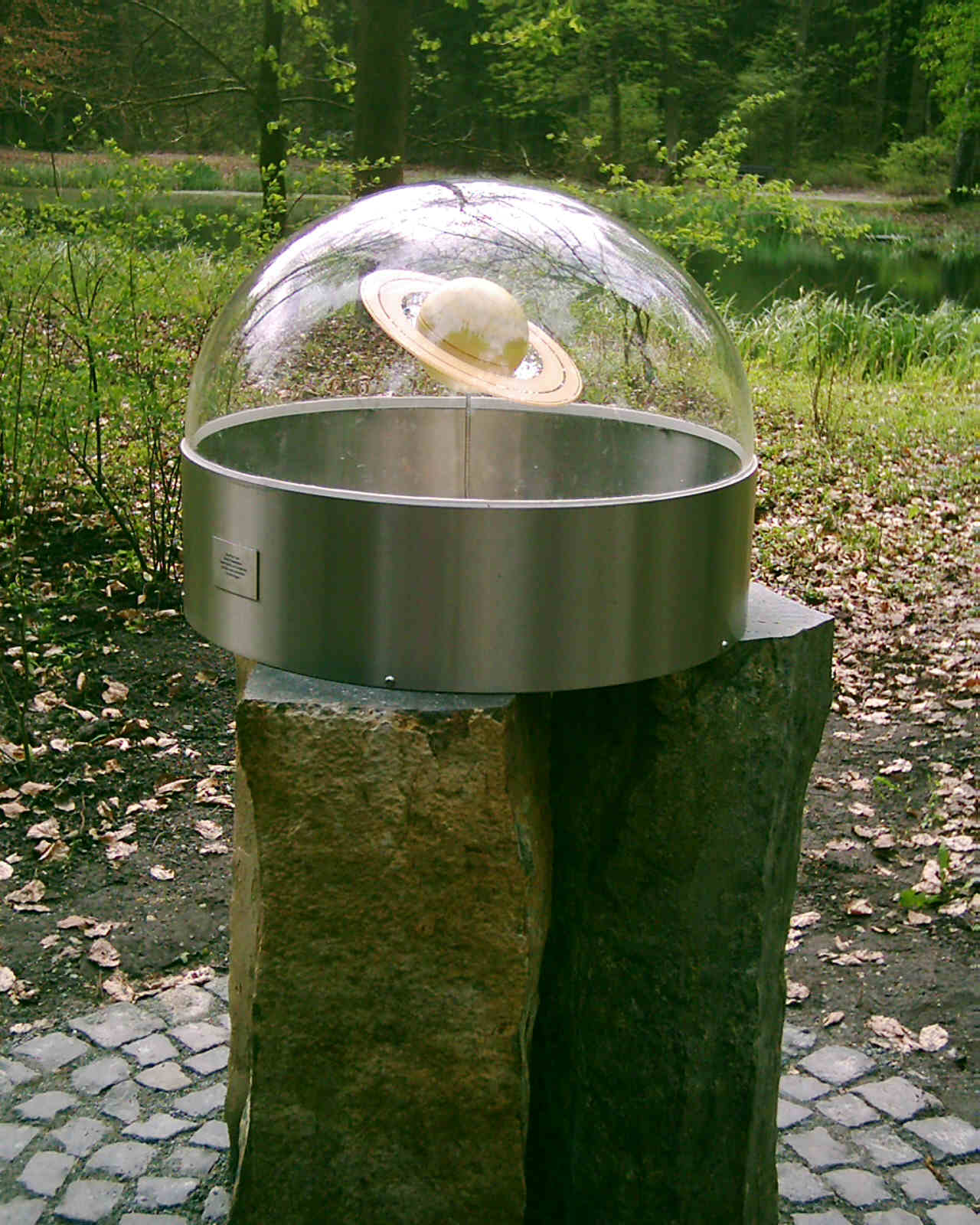
Сатурн у Бад-Ліппспрінге
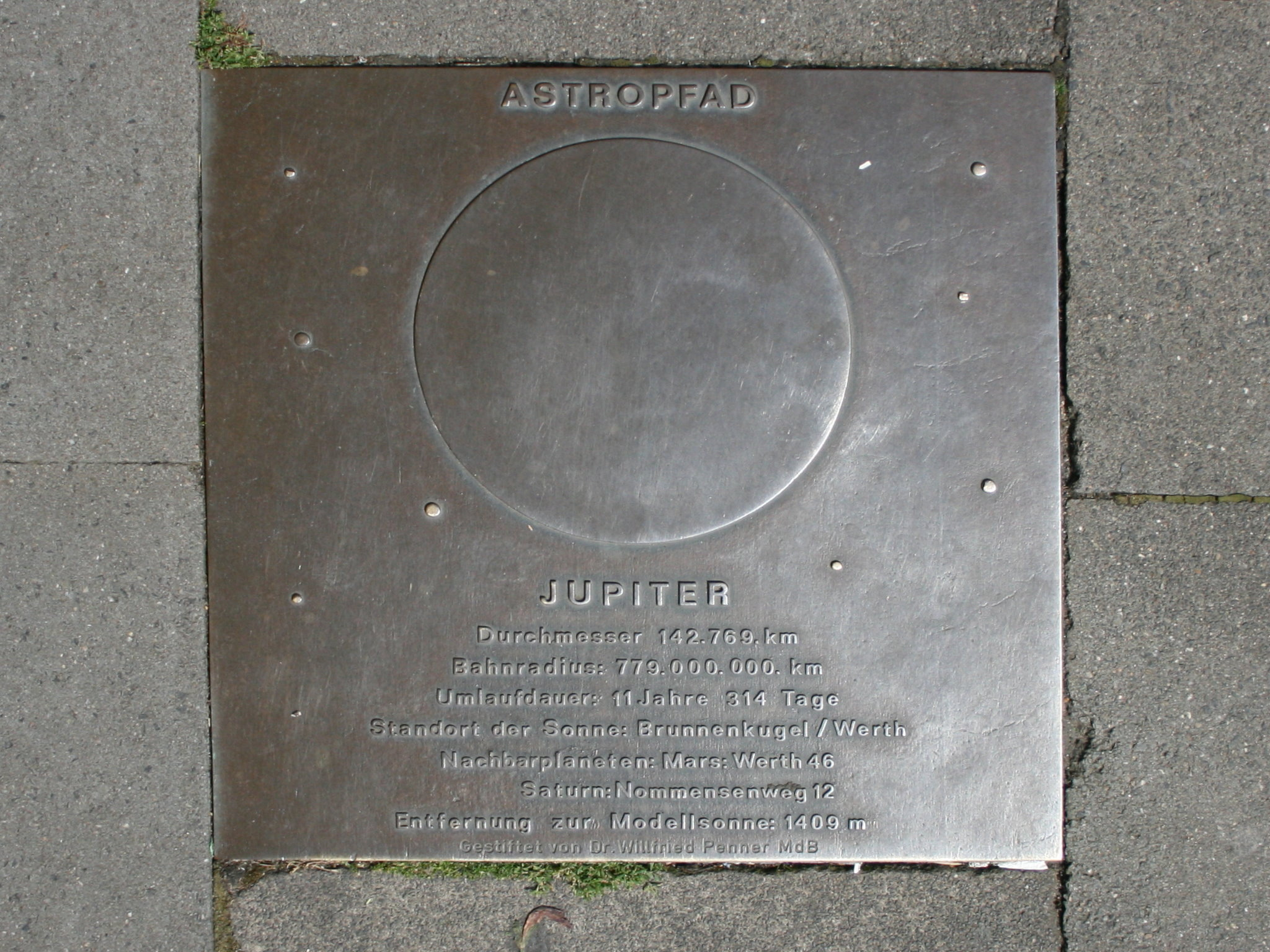
Одна з 14 бронзових пластин астрономічної стежки у Вупперталі довжиною 10,7 км
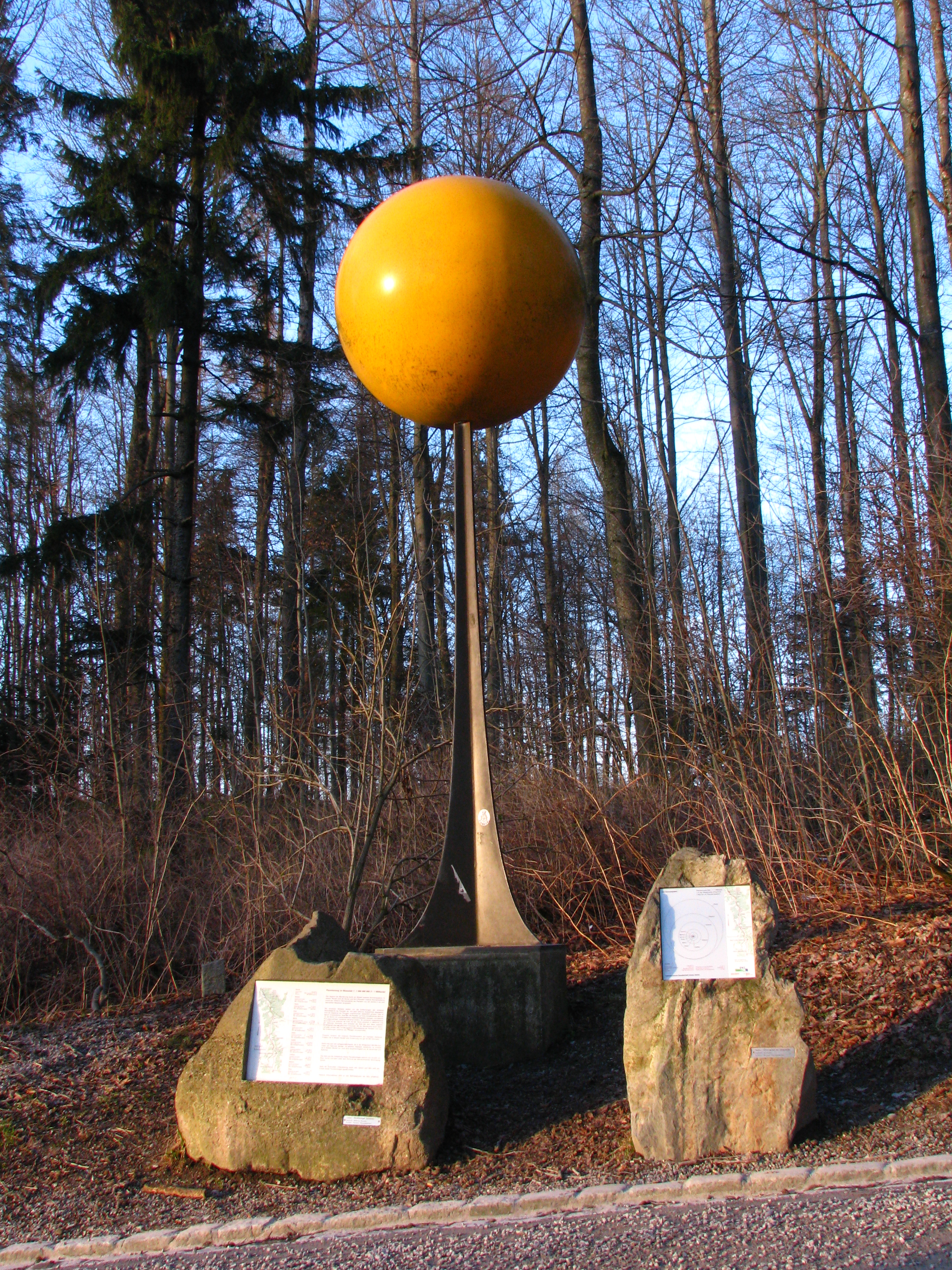
Сонце на планетній стежці Уетліберг-Фельсенегг у Швейцарії
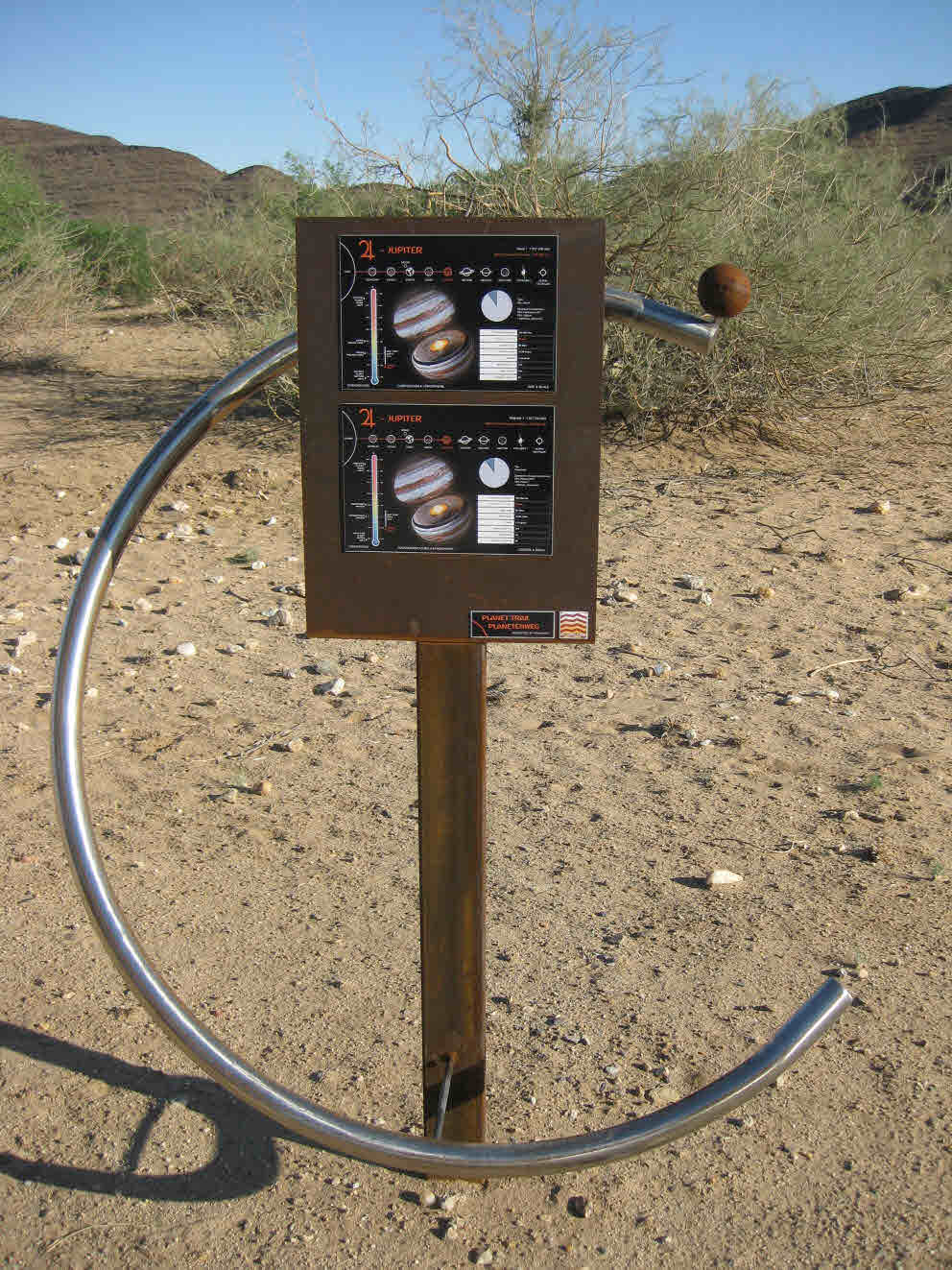
Скульптура Юпітера на планетній стежці на ранчо Роїсанд у Намібії